# Sebaga ocampi
Sebaga ocampi är en skalbaggsart som beskrevs av Park 1945. Sebaga ocampi ingår i släktet Sebaga och familjen kortvingar. Inga underarter finns listade i Catalogue of Life.